# Nacionalen Park Galičica
Nacionalen Park Galičica (serbiska: Galičica Nacionalni Park) är en park i Nordmakedonien. Den ligger i den sydvästra delen av landet, 120 kilometer söder om huvudstaden Skopje. Nacionalen Park Galičica ligger 1 731 meter över havet.
Terrängen runt Nacionalen Park Galičica är bergig. Nacionalen Park Galičica ligger uppe på en höjd som går i nord-sydlig riktning. Närmaste större samhälle är Ohrid, 14 kilometer norr om Nacionalen Park Galičica. 
I omgivningarna runt Nacionalen Park Galičica växer i huvudsak lövfällande lövskog. Runt Nacionalen Park Galičica är det ganska tätbefolkat, med 100 invånare per kvadratkilometer.